# Bathyraja peruana
Bathyraja peruana is een vissensoort uit de familie van de Arhynchobatidae. De wetenschappelijke naam van de soort is voor het eerst geldig gepubliceerd in 1984 door McEachran & Miyake.